# (3000) Leonardo
(3000) Leonardo (1981 EG19) – planetoida z pasa głównego asteroid okrążająca Słońce w ciągu 3,61 lat w średniej odległości 2,35 j.a. Została odkryta 2 marca 1981 roku w Obserwatorium Siding Spring przez Schelte Busa. Nazwa planetoidy została nadana na cześć Leonarda da Vinci, włoskiego malarza, rzeźbiarza i architekta.